# 深妙寺 (江戸川区)
深妙寺（じんみょうじ）は、東京都江戸川区にある日蓮宗の寺院。

## 歴史
当寺は、1908年（明治41年）創設の「開宗教会」と1924年（大正13年）創設の「深妙教会」が1947年（昭和22年）に統合したのが起源である。統合当初は「深妙教会」と称していたが、1953年（昭和28年）に旧両教会の名称を組み合わせた「開宗山深妙寺」を公称することになった。
当寺の寺宝の祖師（日蓮）尊像は、江戸時代後期の作で、日蓮が清澄寺の旭が森で「日蓮宗」を立教開宗したときの像という。また鬼子母神像は開山の岩城是秀自らが彫ったものである。
当寺公式サイトのアドレスが「https://www.jinmyouji-nokotsudo.jp/」となっており、寺号公称直後から納骨堂形式の屋内霊園を設けている。

## 交通アクセス
- 平井駅より徒歩6分（経路案内）。